# Cosme Marià Argerich
Cosme Marià Argerich (Buenos Aires, 1758 - 1820) fou un metge argentí de llinatge català. Era fill de Francesc Argerich, cirurgià militar català destacat al Riu de la Plata. El seu pare l'envià a estudiar medicina a la Universitat de Cervera, on es graduà el 1780. El 1793 va tornar a Buenos Aires, i es va integrar al Colegio de Medicina y Cirugía. Durant les invasions britàniques de 1806-1807 prestà serveis en els hospitals de sang. Defensà al Cabildo Abierto (1810) la independència de Buenos Aires. Amb els canvis del 1810, cresqué el seu protagonisme i intervingué en l'organització i promoció de l'ensenyament de medicina, sobretot a la nova facultat mèdica i quirúrgica el 1813. El 1812 també participà en la fundació de la Sociedad Patriótica Literaria. En morir fou donat el seu nom a un dels hospitals més importants de Buenos Aires.
Cosme Argerich pertany a una de les diverses generacions de catalans (o fills de catalans) instal·lats al virregnat del Riu de la Plata que van tenir una participació destacada en el decisiu inici del segle xix argentí. Joan Larreu (conegut com a Juan Larrea) va ser a primera fila política, Felip Senillosa va ser un enginyer en els grans projectes constructius. Molts d'altres catalans van participar decisivament en la formació i la consolidació de les institucions del nou estat.